# Kristen Faulkner
Kristen Faulkner   (Homer, 18 de desembre de 1992) és una ciclista professional estatunidenca de carretera. Competeix amb el EF-Oatly-Cannondale, equip de la segona màxima categoria mundial. La seva major victòria va ser la medalla d'or en els Jocs Olímpics de 2024.

## Palmarès de carretera
- 2020
  - Vencedora d'una etapa al Tour de l'Ardecha
- 2021
  - Vencedora d'una etapa al Ladies Tour of Norway
- 2022
  - Vencedora de dues etapes al Giro d'Itàlia
  - Vencedora d'una etapa al Volta a Suïssa
- 2023
  -  Medalla d'or als Jocs Panamericans en contrarellotge
- 2024
  -  Medalla d'or en ruta als Jocs Olímpics
  -  Campiona dels Estats Units de ciclisme en ruta
  - 1a a l'Omloop van het Hageland
  - Vencedora de dues etapes al Trofeu Ponente in Rosa
  - Vencedora d'una etapa a la Volta a Espanya
- 2025
  -  Campiona dels Estats Units de ciclisme en ruta

### Resultats a les Grans Voltes

#### Giro d'Itàlia
- 2021: no surt a la 8a etapa
- 2022: 11a posició,  guanyadora de la classificació de la muntanya, vencedora de les etapes 1 i 9.

#### Tour de França
- 2022: 40a posició
- 2024: 38a posició
- 2025: Abandona a la 5a etapa

#### 
- 2023: 28a posició
- 2024: 12a posició i vencedora de la 4a etapa
- 2025: 50a posició